# جانغ سنغ-وون
جانغ سنغ-وون (هانغل: 장상원) هو لاعب كرة قدم كوري جنوبي في مركز الدفاع، ولد في 30 سبتمبر 1977 في كوريا الجنوبية. لعب مع أولسان هيونداي.

## وصلات خارجية
- جانغ سنغ-وون على موقع دوري كوريا الجنوبية (الإنجليزية)
- جانغ سنغ-وون على موقع قاعدة بيانات كرة القدم.إي يو (الإنجليزية)